# Tiptel
Die Tiptel.com GmbH Business Solutions in Ratingen bei Düsseldorf ist ein international ausgerichteter Hersteller von Telekommunikationslösungen. Die Endgeräte für Internet-, Sprach- und Datenanwendungen, die auf Festnetz-, Schnurlos- und VoIP-Technologien basieren, werden vorwiegend in Europa verkauft. 

## Produkte

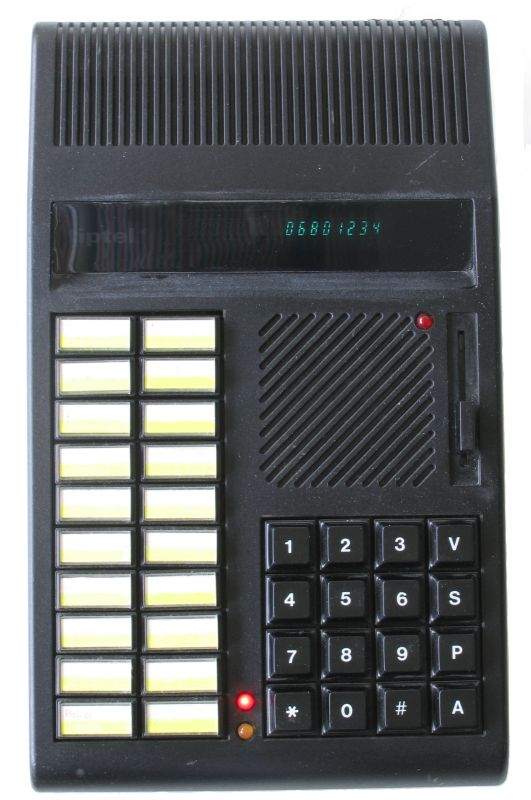
Rufnummernwähler TELE MAGIC (um 1979/80)

Zur Produktpalette der Tiptel.com GmbH zählen aktuell:
- Komforttelefone,
- Anrufbeantworter,
- Call-Manager und Voice-Mail-Systeme,
- Telefonanlagen,
- Ergonomie-Telefone, das sind einfache, bedienerfreundliche:
  - Handys,
  - Klapp-Handys und
  - Festnetz-Telefone,
diese, alle, zeichnen sich durch große Tastaturen mit schwarzer Schrift auf weißem Untergrund aus, die auch für im Sehvermögen eingeschränkte Personen gut bedienbar sind.[1]
- DECT-Schnurlostelefone sowie
- Lösungen für Voice over IP.

Vermarktet wird das Sortiment vornehmlich über den qualifizierten Fachhandel, auch ein Onlineshop steht zur Verfügung.

## Märkte
Neben dem deutschen Markt ist die Tiptel.com GmbH über Schwestergesellschaften in den Niederlanden (seit 1993), Belgien und Frankreich (jeweils seit 1997) sowie über Tochtergesellschaften in der Schweiz (seit 1998) und Österreich vertreten. In diesen Ländern sind mehr als 40 Mitarbeiter beschäftigt. Darüber hinaus vertreibt die Firma ihre Produkte über Importeure weltweit. Per Ende 2022 wurden die Tochtergesellschaften in der Schweiz und Österreich aufgelöst.

## Geschichte

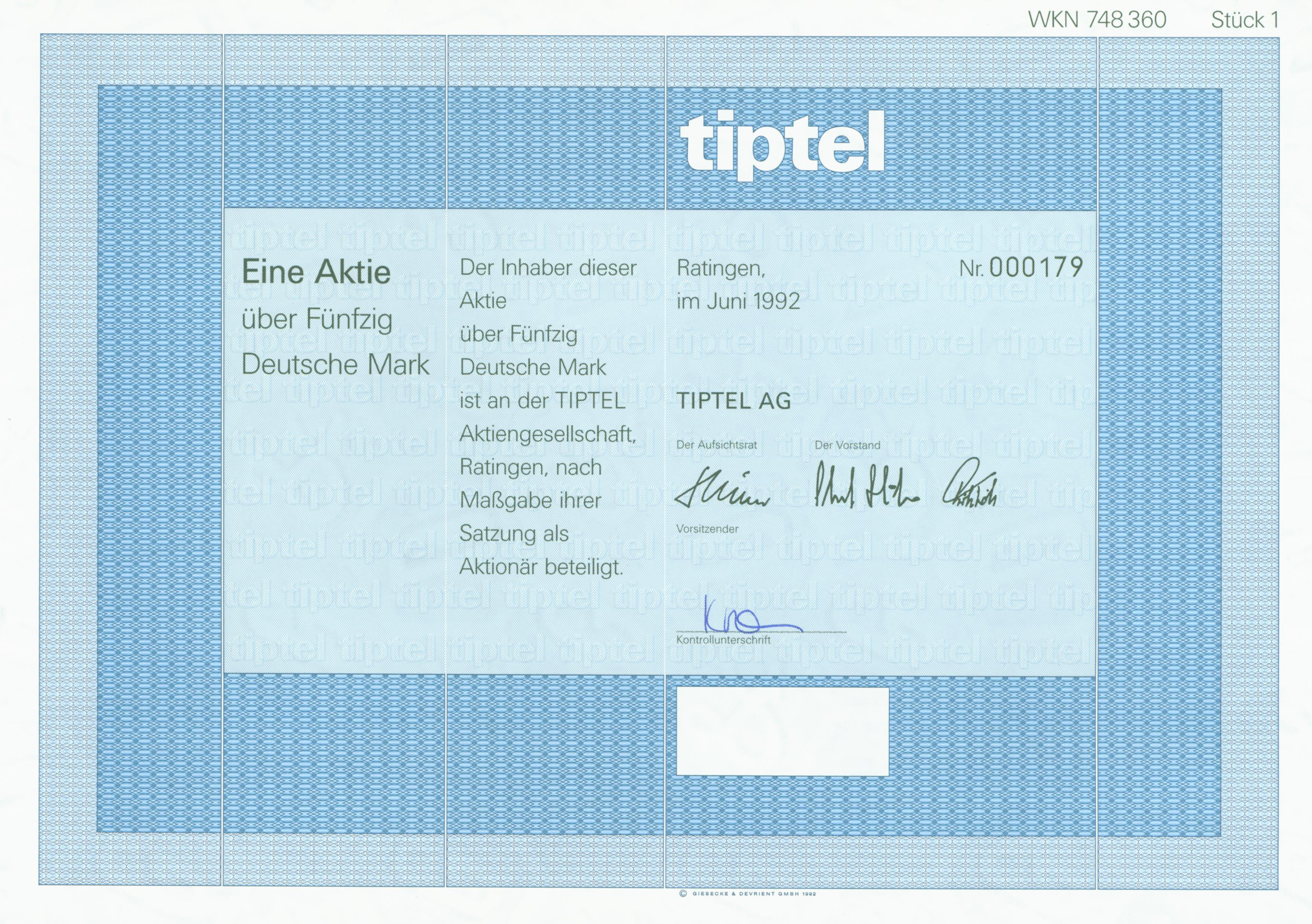
Aktie über 50 DM der Tiptel AG vom Juni 1992

1973 gründeten Erhard Schäfer und Norbert Köhler das Unternehmen als „Köhler + Schäfer Elektronik GbR“. In Zeiten der Wählscheibe fand der automatische Rufnummernwähler TELE MAGIC 14 so großen Absatz, dass 1977 ein neues Betriebsgebäude auf der Halskestraße 14 in Ratingen bezogen wurde. Tiptel etablierte sich 1983 als führender Hersteller von Anrufbeantwortern – eine Position, die bis heute Bestand hat und mit Call Managern und VoiceMail-Systemen erweitert wurde. Das Unternehmen wurde 1985 in eine Kapitalgesellschaft umgewandelt, die Tiptel Elektronik GmbH. 
1986 wurde die Produktion auf vollautomatische Bestückung umgestellt. Seit 1992 sind SMD (Surface Mounted Device)-Bestückungslinien im Einsatz, die 1997 erweitert wurden. Dadurch wurde auch die Auftragsfertigung elektronischer Geräte und Baugruppen möglich. 1991 wurde aus der Titpel GmbH eine Aktiengesellschaft. Die Grundsteinlegung für das neue Werk und den heutigen Unternehmenssitz in der Halskestraße 1 in Ratingen folgte 1992. Im gleichen Jahr wurde das Produktprogramm um schnurlose Telefone, Komforttelefone und Nebenstellenanlagen erweitert. Die Einführung der ersten ISDN-Telefonanlage, der ISDN-Telefone und des Tiptel Funk-Alarm-Systems konnten 1996 vermeldet werden. 1997 übernahm Tiptel die Telekommunikationssparte von Hagenuk und geriet dadurch in so große Schwierigkeiten, dass Liegenschaften am Stammsitz Ratingen verkauft werden mussten. 1999 wurde der Zukauf wieder abgestoßen. 
2000 stieg das Unternehmen in den Bereich Voice over IP durch eine Kooperation mit dem Unternehmen innovaphone ein, das die Hardware und Software für die neue Technologie entwickelt. Die erste Telefonanlage mit ADSL-Router und Wireless LAN wurde 2003 vorgestellt. Zu dieser Zeit waren rund 280 Mitarbeiter für das Unternehmen tätig, davon rund 85 % in Deutschland. Im August 2005 begann eine umfangreiche Umstrukturierung des Unternehmens. Erhard Schäfer, der Mitgründer und Aufsichtsratsvorsitzende, erwarb als Geschäftsführer der Robinco Treuhand GmbH & Co. Beteiligungs KG zunächst 49 % der niederländischen Tochtergesellschaft Tiptel b.v. und im Oktober 2006 die restlichen 51 %; im November 2006 kaufte die Tiptel b.v. ihrerseits die französische Tochtergesellschaft Tiptel s.a.r.l. und die belgische Tochtergesellschaft Tiptel NV/SA.
Am 30. März 2007 erfolgte zusammen mit der 1914 gegründeten Tochtergesellschaft Deutsche Fernsprecher Gesellschaft (DFG) mit Sitz in Marburg der Insolvenzantrag wegen drohender Zahlungsunfähigkeit (DFG wegen Überschuldung) beim Amtsgericht Düsseldorf. Am 5. April 2007 wurde der 2014 verstorbene Jürgen Taplick, zuvor Gesamtvertriebsleiter, vom Aufsichtsrat zum Alleinvorstand berufen.
Am 1. September übernahm die Tiptel.com GmbH Business Solutions 36 Mitarbeiter, die Marken sowie die beiden Tochtergesellschaften in Österreich und der Schweiz von der TIPTEL AG; 68 Mitarbeiter übernahm die Coronex Electronic GmbH. Beide Unternehmen übernahmen auch Teile des Sach- und Umlaufvermögens und hatten als alleinigen Geschäftsführer Erhard Schäfer. Sie haben beide ihren Sitz in Ratingen. Im November 2007 wurden Jürgen Taplick (1960–2014) zum weiteren Geschäftsführer der Tiptel.com GmbH und Hans-Willi Langenkamp zum weiteren Geschäftsführer der Coronex Electronic GmbH bestellt. 
Im Januar 2009 verlegte die DFG Ergophone GmbH ihren Sitz von Ratingen nach Marburg und ersetzte die Deutsche Fernsprecher GmbH. Ihr alleiniger Geschäftsführer ist Erhard Schäfer. 
Die Tiptel.com GmbH Business Solutions ist spezialisiert auf Entwicklung, Marketing und Vertrieb von Informationstechnologie und Telekommunikationslösungen, während die Coronex Electronic GmbH als Auftragsfertiger elektronische Geräte produziert und Dienstleistungen im Bereich Support, Service und Logistik erbringt. Die Coronex Electronic GmbH betreibt unter anderem vier Bestückungslinien für Surface Mounted Devices (SMD).